# Малая Буромка
Ма́лая Буро́мка (укр. Мала Бурімка) — село в Чернобаевском районе Черкасской области Украины. Расположено на реке Буромка (Буромля).
Почтовый индекс — 19924. Телефонный код — 4739.

## Население
Население по переписи 2001 года составляло 919 человек.

### Языковой состав
Родной язык населения по данным переписи 2001 года:
| Язык       | Численность, чел. | Доля     |
| ---------- | ----------------- | -------- |
| Украинский | 903               | 98,26 %  |
| Русский    | 10                | 1,09 %   |
| Другое     | 6                 | 0,65 %   |
| Итого      | 919               | 100,00 % |

## Местный совет
19924, Черкасская обл., Чернобаевский р-н, с. Малая Буромка, ул. Ленина, 13а